# Dillon Barnes
Dillon Barnes (Londra, 8 aprile 1996) è un calciatore giamaicano con cittadinanza britannica, portiere del Dulwich Hamlet.

## Carriera

### Club
Ha giocato 4 partite nella prima divisione scozzese con la maglia dell'Hibernian.

### Nazionale
In possesso della cittadinanza giamaicana, viene chiamato per la prima volta dalla selezione caraibica nel giugno del 2021. Convocato in seguito per la Gold Cup 2021, il 20 luglio debutta con i Reggae Boyz, in occasione della terza partita del girone eliminatorio della manifestazione, persa per 1-0 contro la Costa Rica.

## Statistiche

### Cronologia presenze e reti in nazionale
| Cronologia completa delle presenze e delle reti in nazionale ― Giamaica | Cronologia completa delle presenze e delle reti in nazionale ― Giamaica | Cronologia completa delle presenze e delle reti in nazionale ― Giamaica | Cronologia completa delle presenze e delle reti in nazionale ― Giamaica | Cronologia completa delle presenze e delle reti in nazionale ― Giamaica | Cronologia completa delle presenze e delle reti in nazionale ― Giamaica | Cronologia completa delle presenze e delle reti in nazionale ― Giamaica | Cronologia completa delle presenze e delle reti in nazionale ― Giamaica |
| Data                                                                    | Città                                                                   | In casa                                                                 | Risultato                                                               | Ospiti                                                                  | Competizione                                                            | Reti                                                                    | Note                                                                    |
| ----------------------------------------------------------------------- | ----------------------------------------------------------------------- | ----------------------------------------------------------------------- | ----------------------------------------------------------------------- | ----------------------------------------------------------------------- | ----------------------------------------------------------------------- | ----------------------------------------------------------------------- | ----------------------------------------------------------------------- |
| 20-7-2021                                                               | Orlando                                                                 | Costa Rica                                                              | 1 – 0                                                                   | Giamaica                                                                | Gold Cup 2021 - 1º turno                                                | -1                                                                      |                                                                         |
| Totale                                                                  |                                                                         | Presenze                                                                | 1                                                                       |                                                                         | Reti                                                                    | -1                                                                      |                                                                         |